# Garavice

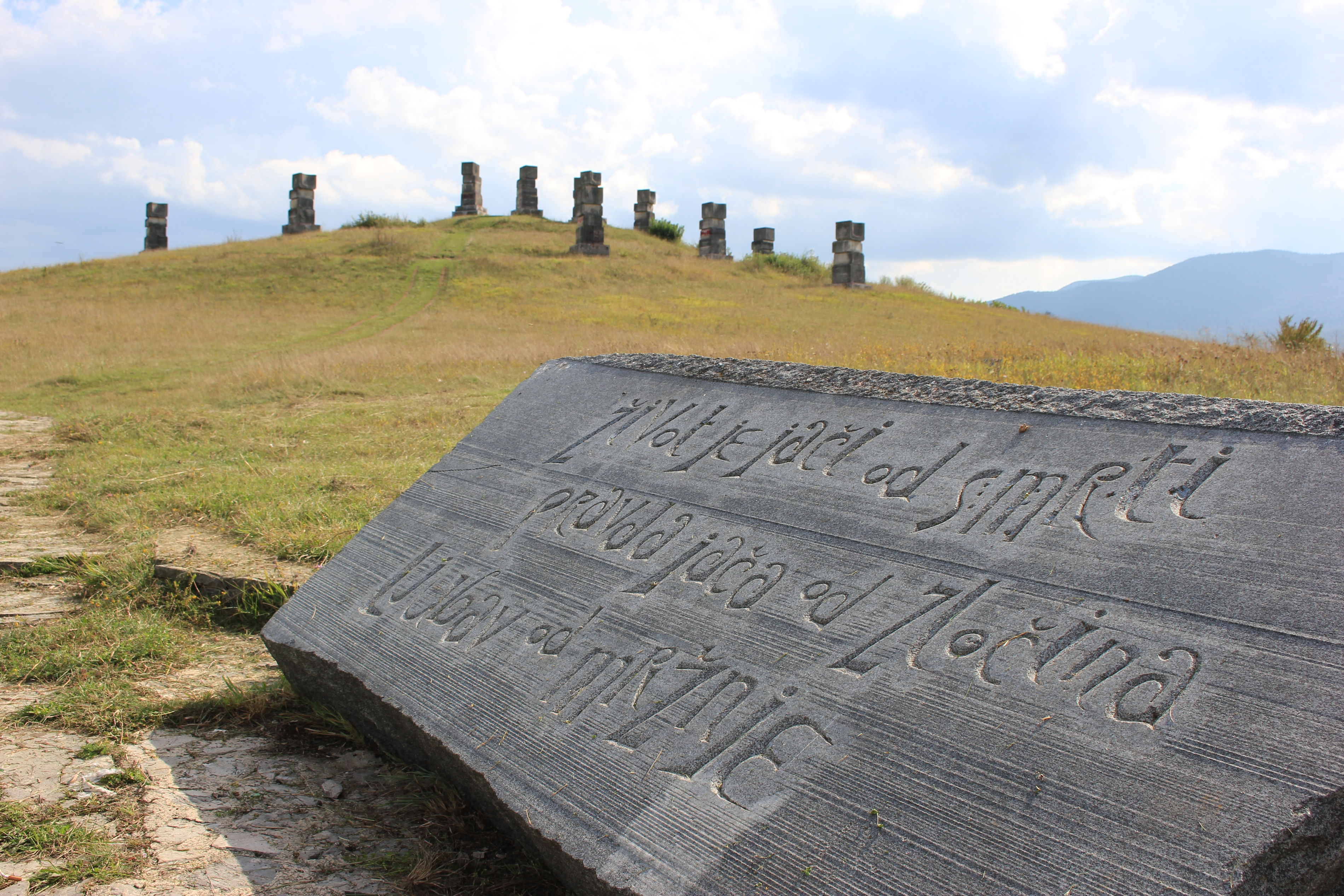
Mémorial.

Mémorial.

Garavice (Bosnien, Croate, Serbe) est un lieu d'extermination de l'État indépendant de Croatie au cours de la Seconde Guerre mondiale. Il est situé à proximité de la ville de Bihać en Bosnie-Herzegovine.

Graffitis sur une colonne du mémorial dédié aux victimes.

De 12 000 à 15 000 personnes sont assassinés par les Oustachis de juillet à septembre 1941. Les victimes de ces exécutions sont des serbes, des juifs et des roms,.
En 1981, un mémorial est construit sous la direction de l'architecte Bogdan Bogdanović.